# Болотники (Псковская область)
Болотники — опустевшая нежилая деревня в Себежском районе Псковской области России. Входит в состав Красноармейской волости.

## География
Находится в пределах Прибалтийской низменности>, в зоне хвойно-широколиственных лесов, возле урочища Яловки.

## История
В 1941—1944 гг. местность находилась под фашистской оккупацией войсками Гитлеровской Германии.

## Население
| 2001 | 2002 | 2010 |
| ---- | ---- | ---- |
| 0    | →0   | →0   |

## Инфраструктура
Было личное подсобное хозяйство.

## Транспорт
Деревня доступна автотранспортом.
К деревне идут две автодороги общего пользования местного значения: «От а/д Микулино — Исаково до дер. Болотники» (идентификационный номер 58-254-830 ОП МП 58Н-109), протяжённостью в 2,1 км и «Подъезд к д. Болотники» (идентификационный номер 58-254-830 ОП МП 58Н-101), протяжённостью в 2	км.